# Liran Liany
Liran Liany (Hebreeuws: לירן ליאני) (24 mei 1974) is een Israëlisch voetbalscheidsrechter. Hij werd vanaf 2010 opgenomen door FIFA en UEFA en fluit sindsdien internationale wedstrijden.
Op 14 juli 2011 maakte Liany zijn debuut in Europees verband tijdens een wedstrijd tussen Kecskeméti TE en FK Aktobe in de voorrondes van de UEFA Europa League. De wedstrijd eindigde op 1–1.
Zijn eerste interland floot hij op 5 juni 2012, toen Frankrijk met 4–0 won tegen Estland na onder meer twee doelpunten van Karim Benzema. Tijdens dit duel hield Liany de kaarten op zak.

## Interlands
| Datum            | Plaats               | Wedstrijd                | Uitslag | Competitie           | Kreeg geel | Kreeg voor de tweede keer geel en dus rood | Weggestuurd |
| ---------------- | -------------------- | ------------------------ | ------- | -------------------- | ---------- | ------------------------------------------ | ----------- |
| 5 juni 2012      | Le Mans, Frankrijk   | Frankrijk – Estland      | 4 – 0   | Vriendschappelijk    | 0          | 0                                          | 0           |
| 12 oktober 2012  | Tallinn, Estland     | Estland – Hongarije      | 0 – 1   | WK 2014 kwalificatie | 5          | 0                                          | 0           |
| 11 juni 2013     | Oslo, Noorwegen      | Noorwegen – Macedonië    | 2 – 0   | Vriendschappelijk    | 3          | 0                                          | 1           |
| 15 oktober 2013  | Tórshavn, Faeröer    | Faeröer – Oostenrijk     | 0 – 3   | WK 2014 kwalificatie | 5          | 0                                          | 0           |
| 5 maart 2014     | Nicosia, Cyprus      | Cyprus – Noord-Ierland   | 0 – 0   | Vriendschappelijk    | 2          | 0                                          | 1           |
| 5 september 2016 | Cardiff, Wales       | Wales – Moldavië         | 4 – 0   | WK 2018 kwalificatie | 1          | 0                                          | 0           |
| 8 oktober 2016   | Bakoe, Azerbeidzjan  | Azerbeidzjan – Noorwegen | 1 – 0   | WK 2018 kwalificatie | 5          | 0                                          | 0           |
| 31 augustus 2017 | Piraeus, Griekenland | Griekenland – Estland    | 0 – 0   | WK 2018 kwalificatie | 3          | 0                                          | 0           |

Laatste aanpassing op 27 oktober 2018